# The Soilers
The Soilers é um filme mudo do gênero comédia produzido nos Estados Unidos em 1923, dirigido por Ralph Ceder e com atuação de Stan Laurel.